# 蓝色古兰经

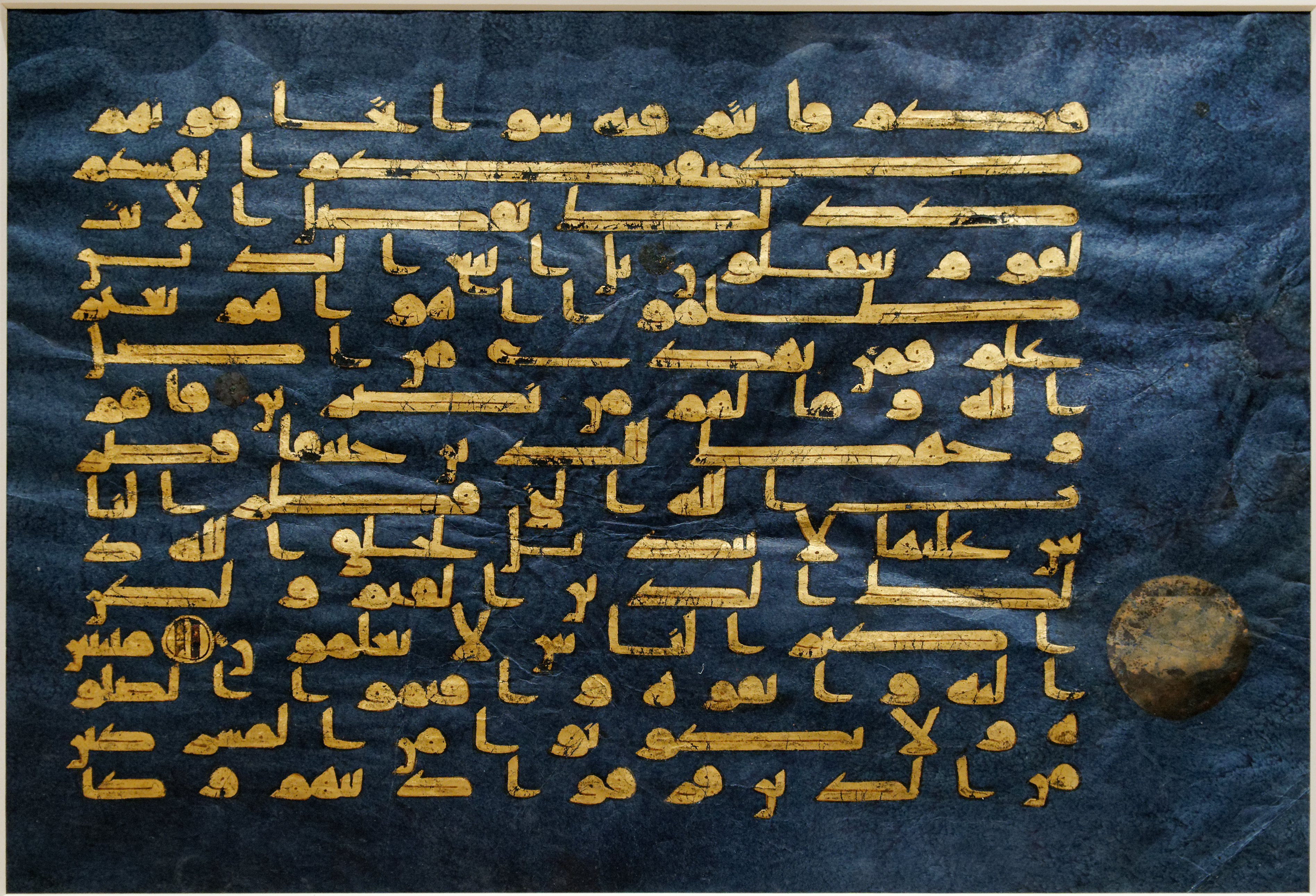
《蓝色古兰经》，苏拉30：28-32，在纽约大都会艺术博物馆

《蓝色古兰经》（阿拉伯语：‎，羅馬化：al-Muṣḥaf al-′Azraq），为9世纪末至10世纪初《古兰经》手稿，字体为阿拉伯文库法体，属于9世纪中安达卢斯所作，另有认为本手稿源于中世纪突尼斯凯鲁万城。